# Sauerstoffmaske
Eine Sauerstoffmaske (engl. oxygen mask) ist eine Vorrichtung, die das Gesicht bzw. Nase und Mund bedeckt, um das Einatmen von  reinem Sauerstoff oder eines Atemgasgemisches unter erschwerten Bedingungen zu ermöglichen.
Darunter fallen verringerter atmosphärischer Druck, kontaminierte Umgebung oder eine Hypoxie.
Diese Art von Maske wird meist benutzt, um von einem Behälter aus mit Hilfe eines Schlauches, an dessen Ende ein Maskenkörper angebracht ist, das Sauerstoff- oder Atemluftgemisch in die Atemwege zu führen. Die Sauerstoffmaske kann aus Kunststoff, Silikon oder Gummi bestehen. Es wird – neben unterschiedlichen Herstellertypen – zwischen Voll- und Halbmasken unterschieden. Letztere umschließen beim Menschen Nase und Mund, während  Vollmasken auch die Augenpartie mit abdecken.
Damit die Sauerstoffmaske eng am Gesicht anliegt, ist das Tragen von Bärten in einigen Berufen – z. B. Pilot – eingeschränkt bzw. ganz untersagt.

## Verwendung

### Luftfahrt
Sauerstoffmasken werden unter anderem von Piloten getragen, deren Flugzeuge über keine Druckkabine verfügen und die in Höhen operieren, in denen durch den niedrigen Sauerstoffpartialdruck eine ausreichende Sauerstoffversorgung des Organismus nicht mehr gegeben ist. Auch in Militärflugzeugen mit Druckkabine tragen die Besatzungen unter Umständen Sauerstoffmasken, um im Fall einer Havarie mit eventuell nötiger Aktivierung des Schleudersitzes oder unter Gefechtsbedingungen handlungsfähig zu bleiben.
Bei Passagierflugzeugen befinden sich Plastik-Sauerstoffmasken in der Kabinendecke über jedem Sitz und auf dem WC. Bei Druckverlust in der Flugzeugkabine öffnet sich in der Decke eine Klappe und die Sauerstoffmasken fallen aus der Kabinendecke. Die Masken sind über einen Schlauch mit einem chemischen Sauerstoffgenerator in der Decke verbunden und werden über eine Reißleine vom Passagier durch Zündung in Betrieb gesetzt. Bei Großflugzeugen wie der A380 wird aus Gewichtsgründen eine zentrale Versorgung über Sauerstoffflaschen bevorzugt.

### Medizin
Zur kurzzeitigen Sauerstofftherapie wird eine aus flexiblem Kunststoff gefertigte Maske verwendet, die am zuführenden Schlauch an ein Sauerstoffgerät angeschlossen wird. Der Sitz der Maske wird mit einem verstellbaren Gummiband reguliert. Nase und Mund werden von der Maske umschlossen, an beiden Seiten befinden sich jedoch Öffnungen. Diese sind bei manchen Modellen mit Ventilklappen versehen, damit möglichst wenig Außenluft einströmt, um eine hohe Sauerstoffkonzentration zu ermöglichen. Eine solche Sauerstoffmaske ist keine Beatmungsmaske. Abhängig vom Sitz der Maske und der Sauerstoffdosierung ist aber eine O2-Konzentration von 40 bis 60 % möglich. Die Sauerstoffmaske wird bei Notfällen, der Anästhesieeinleitung und in der Schlafapnoe-Therapie eingesetzt. 
Für die Langzeittherapie ist die Maske ungeeignet, da der Patient damit weder essen noch trinken kann und das Sprechen behindert wird. Mit einer Sauerstoffbrille ist der Patient weniger eingeschränkt.

### Gerätetauchen
Beim Gerätetauchen wird keine Sauerstoffmaske im eigentlichen Sinn getragen. Die Tauch- oder Druckausgleichsmaske lässt als Teilmaske im Gegensatz zu Sauerstoffmasken den Mund frei, dafür schließt sie die Augen mit ein. Sie wird mit einem Atemregler kombiniert, dem auch kein reiner Sauerstoff zugeführt wird, sondern Atemgas. Der Atemregler befindet sich in einem separaten Mundstück, das mit dem Druckluftgerät verbunden ist.
Die Vollmaske bedeckt das ganze Gesicht und besitzt einen integrierten Atemregler.

### Bergsport
Auch beim extremen Höhenbergsteigen finden Sauerstoffmasken Anwendung, meist für Besteigungen von Bergen mit einer Höhe von mehr als 7.000 Metern, um den Folgen von länger andauernder Sauerstoffunterversorgung infolge der dünnen Luft in großer Gebirgshöhe zu entgehen.

## Galerie

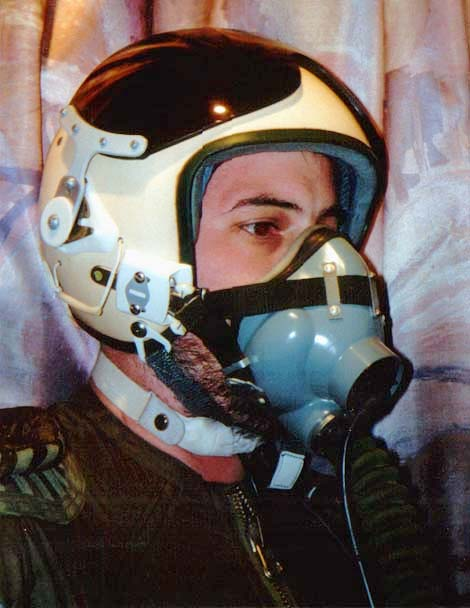
Sowjetische Sauerstoffmaske KM-34 für MIG-Kampfpiloten
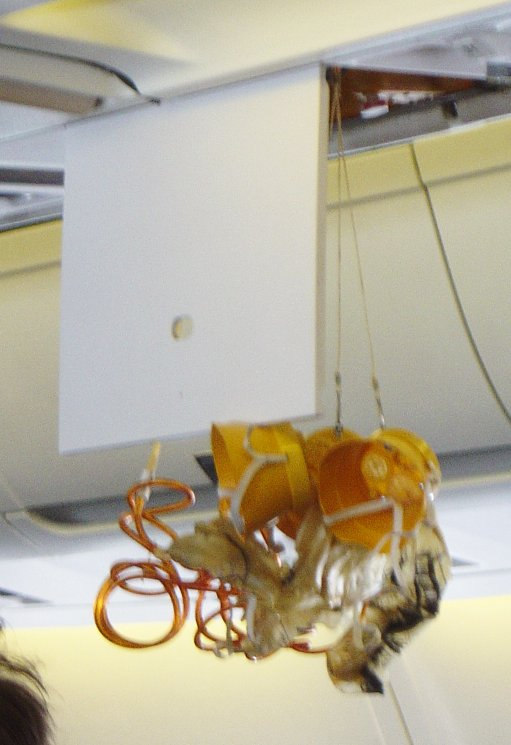
Sauerstoffmasken für die Insassen eines Passagierflugzeugs
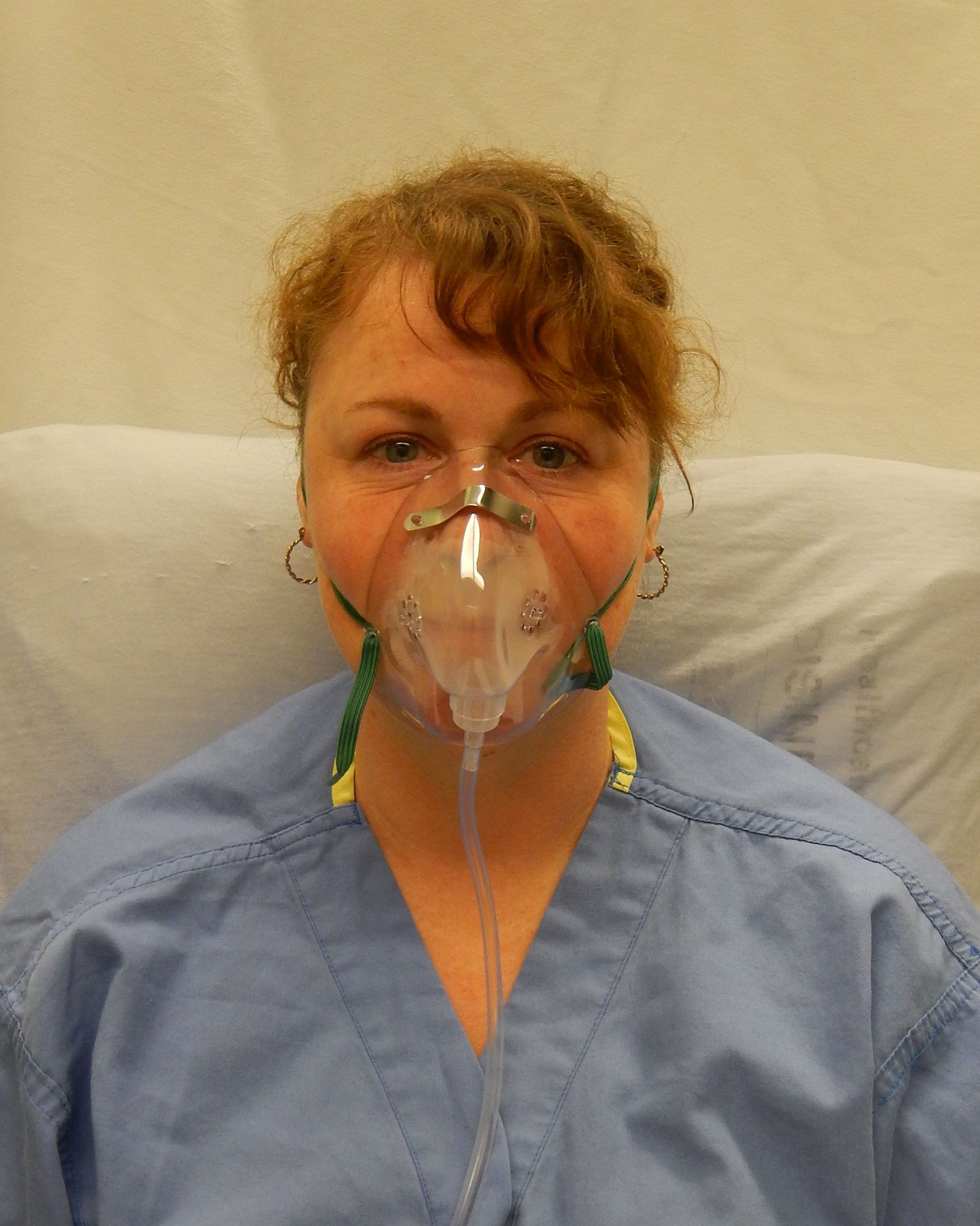
Maske für Sauerstofftherapie
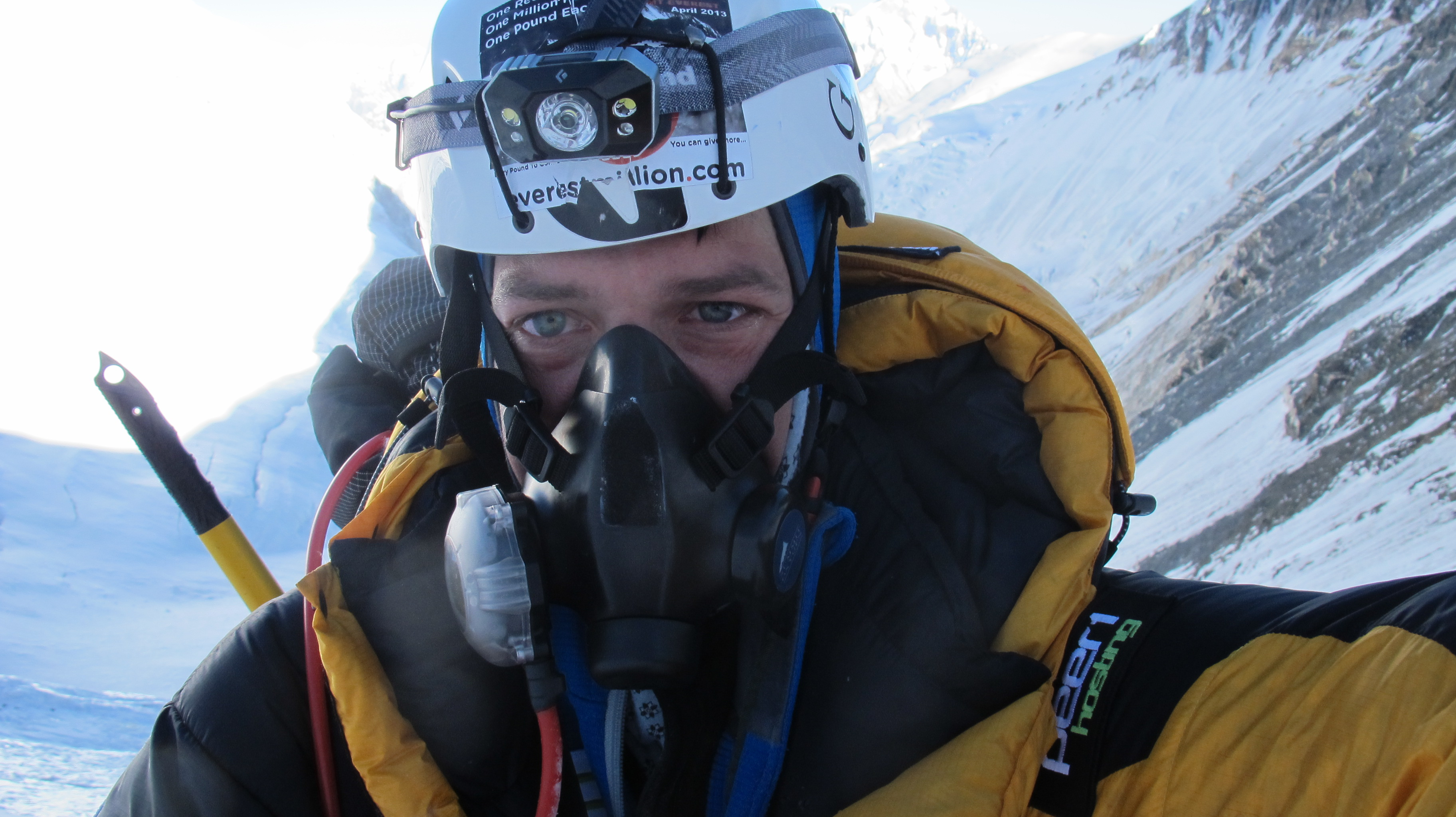
Bergsteiger beim Besteigen des Mount Everest
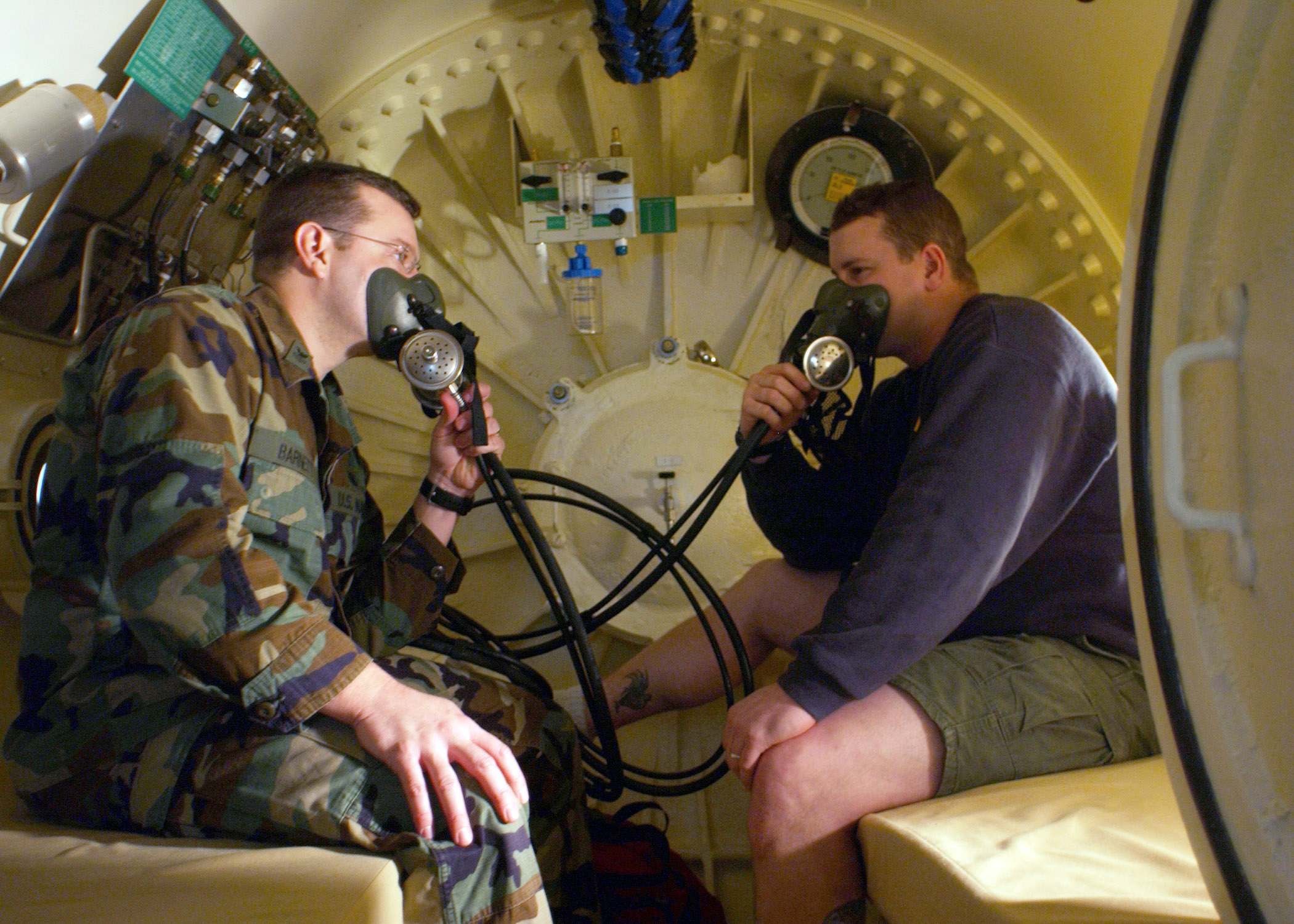
Sauerstoffmasken in einer Dekompressionskammer